# Tournoi d'Hastings 1895
Pour les articles homonymes, voir Hastings.

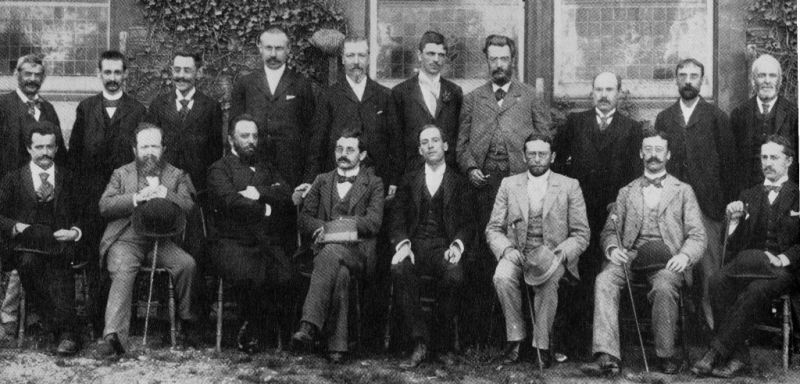
Participants au tournoi de maîtres de Hastings 1895.
Debout : Albin, Schlechter, Janowski, Marco, Blackburne, Maroczy, Schiffers, Gunsberg, Burn, Tinsley. Assis : Vergani, Steinitz, Tchigorine, Lasker, Pillsbury, Tarrasch, Mieses, Teichmann.

Le tournoi de Hastings ou d'Hastings 1895 ((en)Hastings International Chess Congress) est une compétition d'échecs disputée du 5 août au 3 septembre 1895.  Le tournoi principal ((en)Masters Tournament) est l'un des tournois d'échecs les plus importants de l'histoire et fut remporté par l'Américain  Harry Nelson Pillsbury.
D'une part, il réunit les meilleurs joueurs d'échecs de l'époque, d'autre part il inaugure la longue tradition des tournois de Hastings qui commença en 1920 et ne fut interrompue que par la Seconde Guerre mondiale. Les champions du monde Emanuel Lasker et Wilhelm Steinitz ne finirent qu'à la troisième et à la cinquième place.

## Tournoi féminin et championnat amateur
En même temps que le tournoi de maîtres ((en)Masters Tournament), fut organisé un des premiers tournois féminins d'échecs ((en)Ladies Tournament), remporté par Edith Thomas, la mère du futur champion britannique George Alan Thomas (né en 1881), ainsi qu'un tournoi amateur ((en)7th  British Amateur Championship Tournament) avec 32 participants et remporté par Geza Maroczy devant le Britannique Henry Atkins, le Néerlandais Rudolf Loman et Wilhelm Cohn.

## Participants au tournoi de maîtres
Du 5 août au 2 septembre 1895, 22 joueurs se sont affrontés dans la ville de Hastings dans le Sud de l'Angleterre :
- le champion du monde en titre depuis 1894, Emanuel Lasker ;
- le précédent champion du monde : Wilhelm Steinitz ;
- les anciens prétendants au titre mondial, qui avaient été défaits par Steinitz :
  - Mikhaïl Tchigorine de Russie et
  - Isidor Gunsberg de Hongrie ;
- les futurs prétendants, qui seraient battus par Lasker en 1908 et 1910
  - Siegbert Tarrasch (joueur allemand),
  - Carl Schlechter (joueur autrichien) et
  - David Janowski (joueur français d'origine polonaise) ;
- le Russe Emanuel Schiffers (1850-1904), qui avait battu Tchigorine en match en 1878 ;
- les joueurs allemands
  - Richard Teichmann,
  - Curt von Bardeleben,
  - Carl Walbrodt et
  - Jacques Mieses ;
- les meilleurs joueurs britanniques :
  - Joseph Blackburne,
  - James Mason (d'Irlande),
  - Amos Burn,
  - Henry Bird,
  - William Pollock et
  - Samuel Tinsley ;
- le joueur roumain : Adolf Albin ;
- le joueur autrichien Georg Marco ;
- l'Italien Beniamino Vergani ;
- l'Américain Harry Nelson Pillsbury.

Étaient absents
- les champions américains S. Lipschütz, Albert Hodges et Jackson Showalter ;
- le Français Alphonse Goetz ;
- les Austro-hongrois Miksa Weiss et Berthold Englisch, ainsi que
- les joueurs allemands Szymon Winawer (qui demandait à s'inscrire sous un pseudonyme, son admission fut refusée[4]) et Paul Lipke (deuxième au congrès international allemand de Leipzig 1894).

Contre toute attente, le tournoi est remporté par un jeune Américain quasi inconnu, Harry Nelson Pillsbury, dont c'était le premier tournoi disputé en Europe.

## Le déroulement du tournoi
Steinitz prend le meilleur départ (4 points ½ sur 5) devant von Bardeleben et Tchigorine (4 points) puis Pillsbury et Schiffers 3 points ½. Tarrasch perd toute chance de prétendre à la victoire finale en partageant l’avant-dernière place avec 1 point ½.

Mais l’ancien champion du monde subit ensuite quatre défaites consécutives. À mi-parcours, Tchigorine avec 9 points ½ sur 11 est en tête, en compagnie de Pillsbury qui vient de remporter huit victoires de suite. Ils précèdent le champion du monde d’un point et von Bardeleben de deux points.
Après la seizième ronde, Tchigorine et Lasker (13 points) devancent Pillsbury d’un-demi point et Steinitz de trois.
Les défaites de Lasker (face à Tarrasch qui termine le tournoi par sept victoires) et Tchigorine (face à Janowski) dans l’avant-dernière ronde permettent à Pillsbury de prendre, seul, la première place du tournoi avant la dernière partie.
Les trois champions ayant remporté leur dernière partie, c'est l'américain Harry Nelson Pillsbury qui s'impose avec 16½ points sur 21 et remporte les 150 £ du premier prix, devant le Russe Mikhaïl Tchigorine (16 points) et le champion du monde Emanuel Lasker (15½ points).

## La grille Berger
| No. | Nom                 | Nationalité              | 01 | 02 | 03 | 04 | 05 | 06 | 07 | 08 | 09 | 10 | 11 | 12 | 13 | 14 | 15 | 16 | 17 | 18 | 19 | 20 | 21 | 22 | Total | Rang    |
| --- | ------------------- | ------------------------ | -- | -- | -- | -- | -- | -- | -- | -- | -- | -- | -- | -- | -- | -- | -- | -- | -- | -- | -- | -- | -- | -- | ----- | ------- |
| 01  | Harry Pillsbury     | États-Unis               | X  | 0  | 0  | 1  | 1  | 1  | 1  | 1  | 0  | =  | =  | 1  | 1  | 1  | 1  | 1  | 1  | =  | 1  | 1  | 1  | 1  | 16,5  | 1er     |
| 02  | Mikhaïl Tchigorine  | Empire russe             | 1  | X  | 1  | 1  | 0  | 0  | 1  | 1  | 1  | 1  | =  | 0  | 1  | 1  | 1  | =  | =  | 1  | 1  | =  | 1  | 1  | 16    | 2e      |
| 03  | Emanuel Lasker      | Empire allemand          | 1  | 0  | X  | 0  | 1  | 1  | 0  | 1  | 1  | 0  | 1  | 1  | =  | 1  | 1  | 1  | =  | 1  | 1  | =  | 1  | 1  | 15,5  | 3e      |
| 04  | Siegbert Tarrasch   | Empire allemand          | 0  | 0  | 1  | X  | 1  | 1  | =  | 0  | =  | 1  | 1  | 1  | 0  | 1  | =  | 1  | 1  | 1  | 0  | =  | 1  | 1  | 14    | 4e      |
| 05  | Wilhelm Steinitz    | États-Unis (né à Prague) | 0  | 1  | 0  | 0  | X  | 1  | 1  | =  | =  | 1  | 1  | 0  | 1  | =  | 1  | 0  | 1  | 1  | 0  | =  | 1  | 1  | 13    | 5e      |
| 06  | Emanuel Schiffers   | Empire russe             | 0  | 1  | 0  | 0  | 0  | X  | =  | =  | 0  | 1  | 1  | 1  | =  | =  | 1  | 1  | 0  | =  | 1  | =  | 1  | 1  | 12    | 6e      |
| 07  | Curt von Bardeleben | Empire allemand          | 0  | 0  | 1  | =  | 0  | =  | X  | =  | =  | 0  | 0  | =  | 1  | 1  | 1  | =  | =  | 1  | 1  | 1  | 0  | 1  | 11,5  | 7e-8e   |
| 08  | Richard Teichmann   | Empire allemand          | 0  | 0  | 0  | 1  | =  | =  | =  | X  | =  | 0  | 0  | =  | 1  | 1  | 0  | 1  | =  | 1  | =  | 1  | 1  | 1  | 11,5  | 7e-8e   |
| 09  | Carl Schlechter     | Autriche-Hongrie         | 1  | 0  | 0  | =  | =  | 1  | =  | =  | X  | =  | =  | 0  | 1  | 1  | =  | =  | =  | =  | =  | =  | 1  | 0  | 11    | 9e      |
| 10  | Joseph Blackburne   | Royaume-Uni              | =  | 0  | 1  | 0  | 0  | 0  | 1  | 1  | =  | X  | 0  | 1  | 0  | 1  | 0  | =  | 1  | 0  | 1  | 0  | 1  | 1  | 10,5  | 10e     |
| 11  | Carl Walbrodt       | Empire allemand          | =  | =  | 0  | 0  | 0  | 0  | 1  | 1  | =  | 1  | X  | 0  | =  | 0  | =  | =  | 0  | =  | =  | 1  | 1  | 1  | 10    | 11e     |
| 12  | David Janowski      | France (né en Pologne)   | 0  | 1  | 0  | 0  | 1  | 0  | =  | =  | 1  | 0  | 1  | X  | =  | 0  | 0  | =  | 0  | 1  | =  | 1  | 0  | 1  | 9,5   | 12e-14e |
| 13  | James Mason         | Royaume-Uni              | 0  | 0  | =  | 1  | 0  | =  | 0  | 0  | 0  | 1  | =  | =  | X  | 1  | 0  | 1  | =  | 0  | 1  | 1  | 0  | 1  | 9,5   | 12e-14e |
| 14  | Amos Burn           | Royaume-Uni              | 0  | 0  | 0  | 0  | =  | =  | 0  | 0  | 0  | 0  | 1  | 1  | 0  | X  | 0  | =  | 1  | 1  | 1  | 1  | 1  | 1  | 9,5   | 12e-14e |
| 15  | Isidor Gunsberg     | Royaume-Uni              | 0  | 0  | 0  | =  | 0  | 0  | 0  | 1  | =  | 1  | =  | 1  | 1  | 1  | X  | 0  | 1  | =  | 0  | 1  | 0  | 0  | 9     | 15e-16e |
| 16  | Henry Bird          | Royaume-Uni              | 0  | =  | 0  | 0  | 1  | 0  | =  | 0  | =  | =  | =  | =  | 0  | =  | 1  | X  | 1  | =  | 0  | =  | =  |    | 9     | 15e-16e |
| 17  | Adolf Albin         | Royaume de Roumanie      | 0  | =  | =  | 0  | 0  | 1  | =  | =  | =  | 0  | 1  | 1  | =  | 0  | 0  | 0  | X  | 0  | 0  | 1  | 1  | =  | 8,5   | 17e-18e |
| 18  | Georg Marco         | Autriche-Hongrie         | =  | 0  | 0  | 0  | 0  | =  | 0  | 0  | =  | 1  | =  | 0  | 1  | 0  | =  | =  | 1  | X  | 1  | 1  | 0  | =  | 8,5   | 17e-18e |
| 19  | W. Pollock          | Royaume-Uni              | 0  | 0  | 0  | 1  | 1  | 0  | 0  | =  | =  | 0  | =  | =  | 0  | 0  | 1  | 1  | 1  | 0  | X  | 0  | 0  | 1  | 8     | 19e     |
| 20  | Jacques Mieses      | Empire allemand          | 0  | =  | =  | =  | =  | =  | 0  | 0  | =  | 1  | 0  | 0  | 0  | 0  | 0  | =  | 0  | 0  | 1  | X  | 1  | 1  | 7,5   | 20e-21e |
| 21  | S. Tinsley          | Royaume-Uni              | 0  | 0  | 0  | 0  | 0  | 0  | 1  | 0  | 0  | 0  | 0  | 1  | 1  | 0  | 1  | =  | 0  | 1  | 1  | 0  | X  | 1  | 7,5   | 20e-21e |
| 22  | B. Vergani          | Royaume d'Italie         | 0  | 0  | 0  | 0  | 0  | 0  | 0  | 0  | 1  | 0  | 0  | 0  | 0  | 0  | 1  | 0  | =  | =  | 0  | 0  | 0  | X  | 3     | 22e     |

## Prix de beauté
Deux « prix de beauté » sont attribués pour les meilleures parties du tournoi. Steinitz remporte le premier pour sa partie contre von Bardeleben, Tarrasch le second pour sa partie contre Carl Walbrodt.
Wilhelm Steinitz - Curt von Bardeleben

Hastings, 17 août 1895 (ronde 10)

Partie italienne

1. e4 e5 2. Cf3 Cc6 3. Fc4 Fc5 4. c3 Cf6 5. d4 exd4 6. cxd4 Fb4+ 7. Cc3 d5 8. exd5 Cxd5 9. 0-0 Fe6 10. Fg5 Fe7 11. Fxd5 Fxd5 12. Cxd5 Dxd5 13. Fxe7 Cxe7 14. Te1 f6 15. De2 Dd7 16. Tac1 c6 17. d5 cxd5 18. Cd4 Rf7 19. Ce6 Thc8 20. Dg4 g6 21. Cg5+ Re8 22. Txe7+  Rf8 23. Tf7+ Rg8 24. Tg7+ Rh8 25. Th7+